# Janusz Rolicki
Janusz Andrzej Rolicki (ur. 22 października 1938 w Wilnie) – polski dziennikarz, pisarz, publicysta i polityk, autor licznych zbiorów reportaży, a także wywiadów rzek z Edwardem Gierkiem i Zbigniewem Bujakiem, w latach 1996–2001 redaktor naczelny „Trybuny”.

## Życiorys
Urodził się w Wilnie. W 1942 wraz z matką przedostał się nielegalnie do okupowanej Warszawy. Podczas wojny stracił obydwoje rodziców, wychowywany był przez krewnych matki, która zginęła w powstaniu warszawskim.
W 1962 ukończył studia na Wydziale Historycznym Uniwersytetu Warszawskiego. Swoją pracę magisterską pt. Program polityczny „Nowej Reformy” w latach 1913–1914 (do powstania NKN-u 16 VIII 1914 r.) napisał pod kierunkiem Henryka Jabłońskiego.
W latach 1961–1967 pracował jako reporter w „Polityce”. Następnie został dziennikarzem „Kultury”. W latach 1967–1972 zajmował tam stanowisko kierownika działu reportażu, natomiast w latach 1972–1973 był zastępca redaktora naczelnego tygodnika. W latach 1974–1977 był naczelnym redaktorem publicystyki kulturalnej Telewizji Polskiej. Od 1977 do 1980 był dyrektorem programowym i generalnym ds. artystycznych Telewizji Polskiej. Współtworzył i występował jako prezenter programów telewizyjnych: Godzina szczerości, Sam na sam, Tylko w niedzielę, XYZ.
W latach 1963–1982 należał do Stowarzyszenia Dziennikarzy Polskich (był członkiem zarządu głównego od 1971 do 1974). W 1976 wstąpił do Związku Literatów Polskich. Od 1970 do 1981 był członkiem Polskiej Zjednoczonej Partii Robotniczej. Po wprowadzeniu stanu wojennego złożył legitymację partyjną i odmówił weryfikacji, w konsekwencji czego przez następne dwa i pół roku był bezrobotny. W 1984 znalazł zatrudnienie w Interpress-Filmie.
W wyborach parlamentarnych w 1997 bez powodzenia kandydował do Sejmu z listy Sojuszu Lewicy Demokratycznej. W wyborach samorządowych w 1998 uzyskał mandat radnego sejmiku mazowieckiego I kadencji. Zasiadał w radzie naczelnej Polskiej Partii Socjalistycznej. Pod koniec listopada 2001 wystąpił z klubu SLD w sejmiku, wiążąc się z Samoobroną RP. W 2002 nie ubiegał się o ponowny wybór do sejmiku.
W latach 1996–2001 pełnił funkcję redaktora naczelnego „Trybuny”. Później związał się z tygodnikiem „Uważam Rze” oraz gazetą „Fakt”. Swoje teksty publikował okazjonalnie także w „Przeglądzie” oraz „Gazecie Wyborczej”. Był również częstym gościem programów publicystycznych w Telewizji Republika. Krzysztof Pilawski przeprowadził z nim wywiad rzekę, który pod tytułem Wańka-wstańka ukazał się w 2013 nakładem Wydawnictwa Demart.

## Odznaczenia i wyróżnienia
Odznaczony Krzyżem Kawalerskim Orderu Odrodzenia Polski (1974) oraz Brązowym Medalem „Za zasługi dla obronności kraju” (1973).
Laureat krajowych nagród dziennikarskich (w tym Nagrody im. Juliana Bruna w 1966 oraz Nagrody im. Bolesława Prusa w 1976).

## Publikacje
- Brałem łapówki, Wydawnictwo Iskry, Warszawa 1966[14]
- Z życiem pod pachę, Wydawnictwo Iskry, Warszawa 1968[15]
- Przodem do tyłu, Czytelnik, Warszawa 1972[16]
- Kochana mamo, zrób mi alibi, Czytelnik, Warszawa 1974[17]
- Nie tylko brałem, Czytelnik, Warszawa 1976[18]
- Edward Gierek. Przerwana dekada (wywiad rzeka), Fakt, Warszawa 1990[19]
- Edward Gierek. Replika (wywiad rzeka), Polska Oficyna Wydawnicza BGW, Warszawa 1990[20]
- Prezenter, Krajowa Agencja Wydawnicza, Warszawa 1990[21]
- Zbigniew Bujak. Przepraszam za Solidarność (wywiad rzeka), Polska Oficyna Wydawnicza BGW, Warszawa 1991[22]
- Edward Gierek. Życie i narodziny legendy, Wydawnictwo Iskry, Warszawa 2002[23]
- Wyklęte pokolenia, Nowy Świat, Warszawa 2011[24]
- Diabelski urok, Zysk i S-ka, Poznań 2016[25]
- Nieznośny urok PRL, Zysk i S-ka, Poznań 2017[26]
- Lepsi od Pana Boga. Reportaże z Polski Ludowej, Wydawnictwo Poznańskie, Poznań 2018[27]